# Воробьёв, Валентин Валерьевич
Валентин Валерьевич Воробьёв (род. 27 мая 1995 года, Краснодарский край, Россия) — российский гандболист, разыгрывающий клуба ЦСКА и сборной России. 

## Карьера
Гандболом начал заниматься в 4 классе. Затем попал в молодежный состав клуба СКИФ, в 2014 году дебютировал за основу краснодарцев. Вместе с командой становился бронзовым призером Суперлиги, а также выигрывал Кубок России. В 2020 году вместе с Сергеем Николаенковым и Дмитрием Кузнецовым перешёл в ЦСКА. В сезоне-2021/22 командным решением назначен капитаном ЦСКА до возвращения Павла Атьмана.
Валентин выступал за молодежную сборную России, чьи цвета он защищал на чемпионате мира в Бразилии в 2015 году, а также привлекался к сборам главной команды страны. За сборную России играет на ЧЕ-2022.

## Достижения
- Чемпион России: 2023, 2024
- Серебряный призер Чемпионата России: 2021, 2022, 2025
- Бронзовый призер Чемпионата России: 2017
- Победитель Кубка России: 2017, 2024, 2025
- Победитель Суперкубка России: 2023, 2024
- Финалист Суперкубка России: 2017, 2020